# Illegaal vuurwerk

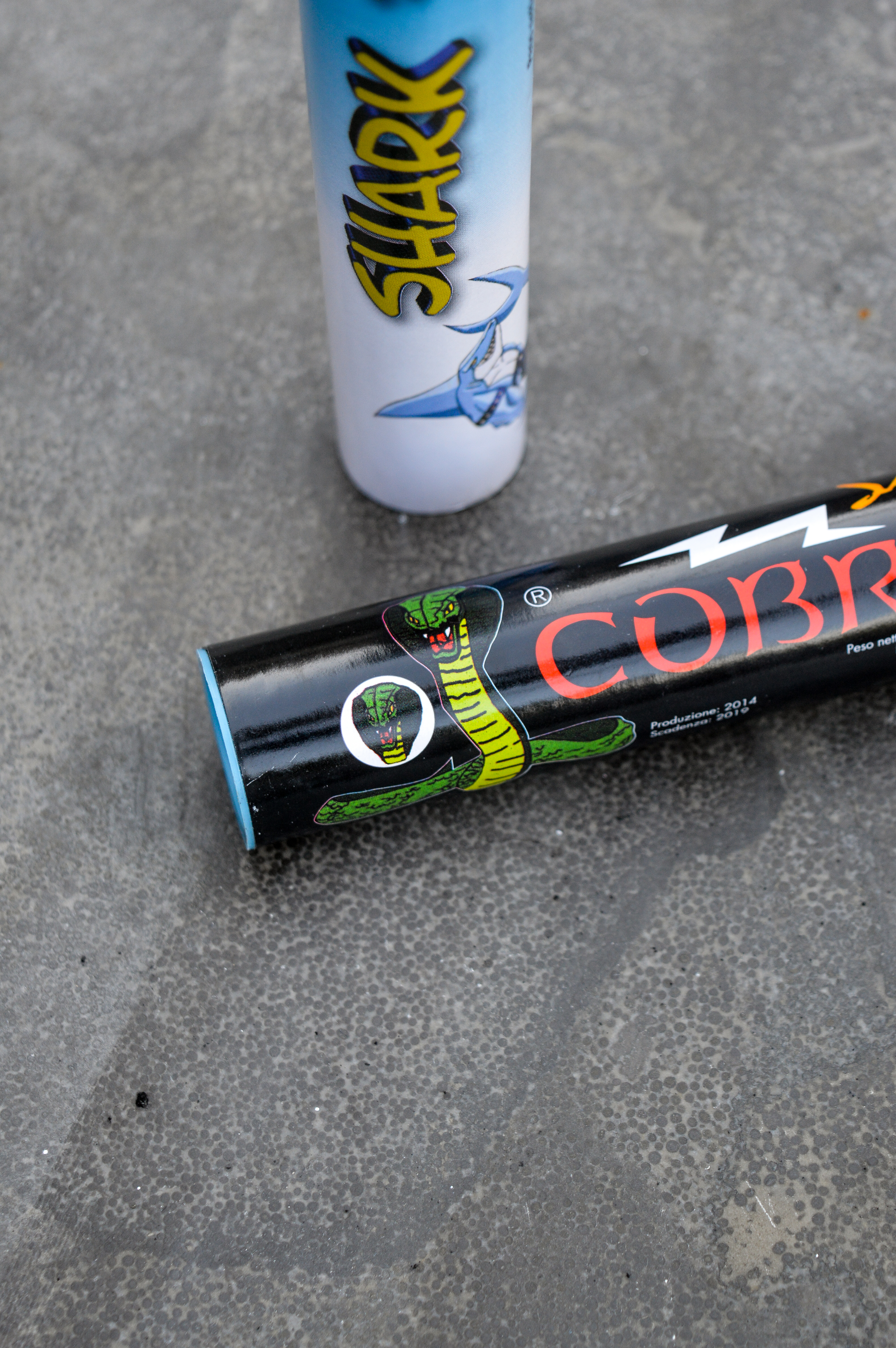
Cobra 6 en een Shark 3

Illegaal vuurwerk is vuurwerk dat niet is toegestaan volgens de geldende regelgeving. 

## Nederland
In Nederland is illegaal vuurwerk niet alleen verboden om te kopen of te verkopen, maar men mag het ook niet in bezit hebben, opslaan, vervoeren of afsteken.
Het verboden vuurwerk voldoet niet aan de Nederlandse wetgeving of is illegaal ingevoerd.
Mogelijke redenen voor de classificatie Illegaal vuurwerk:
1. Er is geen Nederlandstalige gebruiksaanwijzing aanwezig.
2. Het vuurwerk bevat te veel kruit en valt hierdoor onder de categorie: professioneel vuurwerk (of evenementenvuurwerk).
3. Het knalvuurwerk bevat flashkruid.
4. Het knalvuurwerk heeft een strijkkopje.
5. De knal van het product is te hard. De geluidssterkte overschrijdt de Nederlandse maximumwaarde van 120 dB.
6. Het lontje is niet te zien door het strijkkopje.

Illegaal knalvuurwerk valt meestal onder de volgende groepen:
- Strijkers; een knaller met een strijkkop die aangestoken wordt door middel van een strijkvlak of door een open vlam. Het systeem van een strijker is vergelijkbaar met een lucifer; ze moeten worden afgestreken met een strijkvlak van rode fosfor waarna het ontbrandt en het vuur verdergaat naar het, in Nederland te grote hoeveelheid, flashpowder.
- Vlinders; een gewone kruitbus met een lont die aangestoken wordt door een vlam. De vlinder dankt zijn naam aan de vorm; een cilinder met 1 flap aan de achterzijde.
- Nitraten; een kartonnen busje met meestal een roze, blauw, paars of groen papiertje boven op waar de lont de kruitkamer ingaat. De originele nitraatklappers bevatten zeer fijne flashpowder en een capsule dat 1 ml ammoniumnitraat bevat. Door deze toevoeging vertraagt de verbranding van de flash en worden er meer gassen geproduceerd, wat zorgt voor meer druk op de huls en dus een hardere knal. Een nitraatklapper bevat ook een stukje beton onderin wat met zeer hoge snelheid weggeschoten wordt wanneer de nitraat afgaat. Daarom is het het veiligst als men de nitraatklapper rechtop zet zodat het stuk beton blijft liggen.

Doordat de Nederlandse vuurwerkwet beduidend strenger is dan die van de omringende landen, wordt het vuurwerk dat in Nederland verkocht mag worden als minder spectaculair beschouwd. Ook verdwijnen er steeds meer vuurwerkverkooppunten ten gevolge van de steeds strenger wordende regelgeving omtrent de vuurwerkopslag. Verder zijn de verkooptijden beperkt tot de laatste drie dagen van het jaar. Dit zorgt voor een stijging in de import van buitenlands vuurwerk.
Illegaal siervuurwerk valt meestal onder deze volgende groepen:
- Babypijltjes; Kleine pijltjes die omhoog schieten met een fluit of een knal of soms allebei.
- Lawinepijlen; Veel grams pijlen die tot 50 meter omhoog schieten en dan met een hevige knal knallen en soms ook met effect.
- Romeinse of Bengaalse kaarsen die dan met bolletjes kruit met kleur omhoog schieten.

In 2010 zijn er Europees vastgestelde normen ingegaan voor consumentenvuurwerk: vuurwerk mag maximaal 120 decibel geluid produceren op 8 meter afstand voor categorie 2-vuurwerk en maximaal 120 decibel op 15 meter afstand voor categorie 3-vuurwerk.
Bij cakes is het netto kruitgewicht per pot verhoogd van 200 naar 500 gram. Per schot is de norm echter gelijk gebleven. De potten zijn dus alleen langer geworden. Vanaf 2010 zijn er ook cakeboxen van 2000 gram toegestaan met een maximum van 500 gram per cake. Chinese rollen zijn sinds 2006 eveneens legaal geworden maar deze bevatten buskruit in plaats van flash.

## België
In 2000 is er in België een nieuwe wet gekomen op aandringen van de Nederlandse overheid. Hierdoor kon spektakelvuurwerk zoals lawinepijlen, 100.000-klappers en dergelijke niet aan personen zonder geldig bewijs van de Kamer van Koophandel worden verkocht. Lawinepijlen en grote strijkers (zoals de doodskopstrijker) mochten helemaal niet meer verkocht worden. Sinds 2009 is ook een KvK-bewijs niet meer genoeg om spektakelvuurwerk te kopen, en kan dit alleen aangeschaft worden door specialisten met de juiste papieren. 
Het zwaarste knalvuurwerk dat men nog aan particulieren mag verkopen zijn de 'nitraten', 'vlinders' en 'strijkers'. Voor de particulier zijn tegenwoordig nog steeds 100.000-klappers te koop, maar dit zijn een aantal losse rollen die men met een kliksysteem aan elkaar kan klikken, waardoor een 100.000-rol ontstaat. Vuurwerk is in België het hele jaar te koop. 'Nitraten' en andere grondknallers mogen volgens de wetgeving van 2000 twee gram aan flashkruit bevatten per knaller. In 2010 is een nieuwe EU-richtlijn betreffende pyrotechniek ingegaan, welke onder andere vuurwerkwetgevingen zal harmoniseren. Op 4 juli 2017 is de wet van 2000 compleet vervallen, en mag enkel nog vuurwerk uit de CE-categorieën F1 en F2 verkocht worden aan particulieren.

## Duitsland
Verkoop van zwaar vuurwerk is in winkels in Duitsland verboden. Vuurwerk is in winkels alleen de laatste 3 dagen van het jaar te koop. Strijkers worden overigens wel verkocht, het gaat hier om strijkers met zwartkruitvulling, die in Duitsland zijn toegestaan.
Strijkers met flashkruit mogen alleen verkocht worden aan vergunninghouders. Zo kunnen boeren een vergunning krijgen om strijkers te kopen voor "vogelschreck", het wegjagen van vogels op het land, maar meestal worden hiervoor knalpatronen gebruikt. Verkoop aan particulieren van strijkers met flash is verboden. De Duitse politie controleert regelmatig en wie betrapt wordt met verboden strijkers in Duitsland kan een hoge boete verwachten.
Voor cakes geldt er een limiet van 500 gram kruit per cake. Omdat ook Duitsland mee wil gaan in de trend van meer en groter worden er ook grotere cakes geïntroduceerd. Deze hebben wel een iets andere werking dan in Nederland. Zo mogen de losse potten niet meer dan 500 gram blijven bevatten, maar mogen deze wel doorgelont verkocht worden.
Vuurpijlen mogen ten slotte in Duitsland officieel niet meer dan 20 gram aan kruit bevatten. Grote matten en rollen zijn in Duitsland niet toegestaan vanwege het vervuilende karakter.

## Frankrijk
In Frankrijk is vuurwerk overal en het hele jaar door te koop, het vuurwerk is zwaarder dan in Nederland. Het vuurwerk is in Frankrijk ingedeeld in verschillende klassen. Onder de K1-klasse valt vuurwerk dat vooral wordt gebruikt op feesten en kan ook door kinderen onder de 16 worden gekocht. Fonteinen en kleine cakes vallen onder de K2-klasse. Onder de K3-klasse vallen de grotere cakes en knallers. Dit vuurwerk kan alleen door volwassenen worden aangeschaft. Bepaalde shells konden tot een bepaalde grootte vrij door de consument worden gekocht, maar dit is veranderd door een wetswijziging. Alle shells vallen nu onder de K4-klasse. Het vuurwerk dat in de K4-klasse behoort kan alleen met vergunning worden gekocht en afgestoken. Op 14 juli zijn grote vuurwerkshows door het hele land. Rond oud en nieuw wordt vuurwerk slechts door weinigen afgestoken. Bepaald Nederlands vuurwerk kan in Frankrijk als illegaal worden beschouwd.